# زینا استاین
زینا استاین (انگلیسی: Zena Stein؛ زادهٔ) کنشگر، پزشک و متخصص همه‌گیرشناسی اهل آفریقای جنوبی است. وی هم‌اکنون استاد بازنشستهٔ همه‌گیرشناسی و روان‌شناسی در دانشگاه کلمبیا است.
او به‌همراه همسرش مروین زوسر در اوایل دههٔ ۶۰ میلادی مقالهٔ مهمی دربارهٔ همه‌گیرشناسی زخم‌های گوارشی منتشر کردند.